# 밤바라족

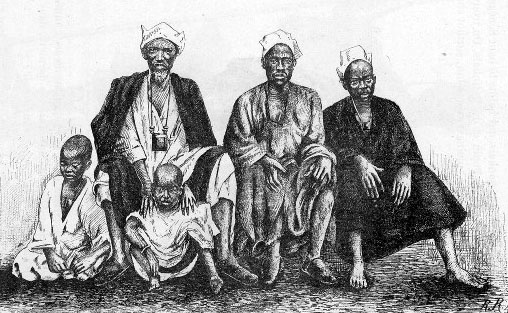
1890년 세네갈강 상류 계곡의 밤바라족

밤바라족(Bambara) 또는 바마나족(Bamana, 밤바라어: ߓߡߊߣߊ߲)은 말리 남부 등에 거주하는 서아프리카의 만데계 민족이다. 13세기 말리 제국을 세운 만딩고족과 연관된 민족으로, 18~19세기에 말리 지역에 밤바라 제국을 성립시켰다. 말리의 만데계 민족 중 가장 인구가 많으며, 이들이 지배적인 말리 서부에서는 민족에 무관하게 밤바라어가 공용어로 사용된다.

## 같이 보기
- 밤바라어